# Gloria Casarez
Gloria Casarez (Philadelphia (Pennsylvania), 13 december 1971 - aldaar, 17 oktober 2014) was een Amerikaanse LHBT-activiste en de eerste directeur van LHBT-zaken van de stad Philadelphia.

## Biografie
Casarez groeide op in de wijk Kensington in Philadelphia. Ze stuurde politicologie aan de West Chester University. Haar plannen om rechter te worden schoof ze op de lange baan toen ze betrokken raakte bij activistische organisaties zoals Empty the Shelters. Door middel van verschillende activiteiten probeerde deze organisatie zich in te zetten voor daklozen. Ze raakte vervolgens ook betrokken bij het Gay and Lesbian Latin Aids Education Initiative (GALEI) waarvan ze tussen 1999 en 2008 de executive director was. Vanuit deze positie was Casarez ook betrokken bij de totstandkoming van het eerste gezondheidsprogramma voor transgender personen. Door Out Magazine werd ze in 1999 gezien als een van de 100 meest invloedrijke leiders van het nieuwe millennium.
Vanwege haar inspanningen voor lhbt-rechten werd ze in 2008 door burgemeester Michael Nutter benoemd tot directeur van het pas opgerichte bureau van lhbt-zaken van de stad. Zo was Casarez een aanjager van de lokale wet voor lhbt-rechten, die erin voorzag dat er transinclusieve gezondheidszorg kwam in de stad, dat er genderneutrale toiletten werden ingericht in lokale overheidsgebouwen en dat transgenders gemakkelijker hun naam en gender konden veranderen. In 2011 huwde ze met haar partner Tricia Dressel in New York.
Casarez overleed in 2014, op 42-jarige leeftijd, aan kanker.

## Eerbetonen
In het jaar van haar dood startte de West Chester University een studiebeurs met haar naam die wordt toegekend aan een persoon die leiderschapskwaliteiten heeft laten zien binnen de latino-gemeenschap. Daarnaast werd er op 8 oktober 2021 een bord bij het stadhuis van Philadelphia onthuld als eerbetoon aan Casarez. In 2015 werd er ook een muurschildering van haar gemaakt in de zogenoemde gayborhood in de stad, maar deze werd in 2020 door de nieuwe eigenaar van het pand verwijderd.